# Krzysztof Nurzyński
Krzysztof Nurzyński (ur. 7 września 1957 w Łukowie) – polski żużlowiec.

## Życiorys
Licencję żużlową zdobył w 1975 r. jako zawodnik Motoru Lublin. Barwy tego klubu reprezentował do 1985 r., natomiast w latach 1986–1991 jeździł w Stali Rzeszów. 
Dwukrotnie startował w finałach mistrzostw Polski par klubowych (Rybnik 1988 – IX miejsce, Leszno 1989 – srebrny medal). Wystąpił w finale turnieju o "Brązowy Kask" (Gdańsk 1977 – XII miejsce).